# Manteyo
Manteyo är en ort i Mexiko.   Den ligger i kommunen Xilitla och delstaten San Luis Potosí, i den sydöstra delen av landet, 210 km norr om huvudstaden Mexico City. Manteyo ligger 318 meter över havet och antalet invånare är 468.
Terrängen runt Manteyo är lite bergig. Runt Manteyo är det tätbefolkat, med 476 invånare per kvadratkilometer. Närmaste större samhälle är Tamazunchale, 16,2 km sydost om Manteyo. I omgivningarna runt Manteyo växer i huvudsak städsegrön lövskog.